# Stibli Mária
Stibli Mária (Sepsiszentgyörgy, 1950. január 29. –) erdélyi magyar építész,  építészeti szakíró.

## Életútja, munkássága
Szülővárosában járt középiskolába, 1976-ban a bukaresti Ion Mincu Műépítészeti Főiskolán végzett. Segesváron volt építész a néptanács (ma: polgármesteri hivatal) városrendészeti osztályán; 1978-tól a bukaresti Fővárosi Tervezőintézet építésze. Jelenleg Ausztriában él.
Építészeti szaktanulmányai, cikkei a Művelődésben és a TETT-ben jelentek meg.